# Лабелль, Патти
Патриша Луиз Холт (англ. Patricia Louise Holte; род. 24 мая 1944) более известная как Па́тти Лабе́лль (Patti LaBelle) — американская R&B певица и актриса. Её называют «Крёстной матерью в жанре Соул».
Лабелль начала свою карьеру в начале 1960-х годов в качестве солистки и фронтвумен вокальной группы LaBelle. После смены названия группы на Labelle в 1970-х годах они выпустили популярный хит «Lady Marmalade». После распада группы в 1976 году Лабелль начала успешную сольную карьеру, выпустив дебютный альбом получивший признание критиков Patti LaBelle, в который вошла определяющая карьеру песня «You Are My Friend». Лабелль стала звездой мейнстрима в 1984 году после успеха таких синглов, как «If Only You Knew», «Love, Need and Want You» (впоследствии сэмплированный для песни Dilemma 2002 года), New Attitude и Stir It Up. В 1986 году Лабелль выпустила альбом «Winner in You» и сингл «On My Own». В 1989 году песня If You Asked Me To (позднее была перепета Селин Дион) был издан в альбоме Be Yourself. Лабелль победила в категории «Лучшее женское вокальное R&B-исполнение» на 34-й церемонии «Грэмми» за альбом Burnin'. Она стала победителем на 41-й церемонии «Грэмми» за альбом Live! One Night Only. В 1990-х музыкальные альбомы Burnin', Gems (1994) и Flame (1997) продолжали пользоваться популярностью у молодой R&B-аудитории на протяжении всего десятилетия. Она воссоединилась со своими коллегами по группе Labelle для альбома Back to Now за которым последовал хорошо принятый рекламный тур.
Лабелль добилась успеха как актриса, сыграв роль в фильме История солдата, телевизионном сериале Другой мир и в четвёртом сезоне телесериала Американская история ужасов: Фрик-шоу. В 1992 году Лабелль создала собственный телесериал Out All Night. В 2002 году стала ведущей собственного шоу Living It Up with Patti LaBelle на телеканале TV One. В 2015 году стала участницей шоу Танцы со звёздами в возрасте 70 лет. В том же году её фирменный пирог Patti's Sweet Potato Pie был распродан в количестве одного миллиона штук после видео на сервисе YouTube. В результате в течение 72 часов торговая фирма Walmart продавали по одному пирогу каждую секунду. Добилась успеха, выпустив собственный бренд постельного белья, кулинарных книг и продуктов питания для различных компаний.
За свою карьеру, которая длится уже семь десятилетий, Лабелль продала более 50 миллионов пластинок по всему миру. Она была включена в Зал славы премии «Грэмми», Голливудская «Аллея славы», Black Music & Entertainment Walk of Fame и Аполло. Журнал Rolling Stone включил ее в список 100 величайших певцов. Её драматическое сопрано отличается вокальной мощью, модальным голосом и эмоциональной подачей.

## Ранняя жизнь и карьера

### Патти Лабелль и Bluebelles
Лабелль родилась как Патриша Луиз Холт в городе Иствик, что в Юго-Западной Филадельфии, штата Пеннсильвания. Она стала вторым ребёнком из трёх детей в семье Генри (1919–1989) и Берты (Робинсон; 1916–1978) Холт и была самой младшей из пяти детей. Её братьями и сёстрами были Томас Хоган-младший (1930-2013), Вивиан Хоган (1932-1975), Барбара (1942-1982) и Жаклин «Джеки» (1945-1989). Её отец был железнодорожным рабочим, а её мать была прислугой. Несмотря на то, что Лабелль наслаждалась своим детством, позже она напишет в мемуарах Don't Block the Blessings (рус. Не препятствуйте благословениям), что брак её родителей был жестоким. Вскоре после развода родителей, когда Лабелль было двенадцать лет, она подверглась сексуальном насилию другом семьи. В десять лет она присоединилась к местному церковному хору при баптистской церкви «Beulah Baptist Church», а через два года выступила с первым сольным номером. Пока она росла, она слушала светские музыкальные стили, как Ритм-н-блюз и Джаз.
В 16 лет победила в конкурсе талантов в собственной старшей школе John Bartram High School. В 1960 году успех приёл к созданию её первой певческой группы «the Ordettes» с одноклассницами Джин Браун, Ивонн Хоген и Джонни Доусоном. С ЛаБелль в качестве лидера группа стала местной достопримечательностью, пока две её участницы не ушли замуж, а ещё одну заставил уйти из группы её религиозный отец. В 1962 году, «the Ordettes» вошли три новых участника — Синди Бердсонг, Сара Дэш и Нона Хендрикс. Две последние девушки пели в другой вокальной группе, которая на тот момент уже не существовала. В том же году они прошли прослушивание у владельца местного звукозаписывающего лейбла Гарольда Робинсона. Он согласился работать с группой после того, как услышал, как Лабелль исполнила песню «I Sold My Heart to the Junkman». Поначалу Робинсон относился к ЛаБелль с пренебрежением, считая её «слишком тёмный и слишком простой».
Вскоре после того, как Робинсон подписал с ними контракт, он заставил их записываться под названием «Blue Belles» и они были выбраны для продвижения записи песни «I Sold My Heart to the Junkman», которая была записана другой женской музыкальной группой The Starlets. Из-за конфликта с лейблом она была записана как сингл «Blue Belles». Менеджер «The Starlets» подал в суд на Гарольда Робинсона после того, как «Blue Belles» были замечены за исполнением липсинк-версии песни на музыкальной телепередачи American Bandstand. После заключения внесудебного соглашения Робинсон изменил название группы на «Patti LaBelle and The Blue Belles». Робинсон дал Холт имя «Лабелль», что с французского значит «красивый, прекрасный». Первоначально в рекламе Billboard группа упоминалась, как «Patti Bell and the Blue Bells». В 1963 году, группа записала свой первый хит-сингл с балладой «Down the Aisle», которая стал хитом и вошла в Топ-40 поп- и R&B-чартах Billboard после записи в King Records
Позже, в том же году они записали свою версию песни «You’ll Never Walk Alone». Позже сингл был переиздан на студии Cameo-Parkway Records, где в 1964 году группа добилась второго успеха в поп-чартах с этой песней. Ещё один сингл, попавший в чарты, стала «Danny Boy», который был выпущен в том же году. В 1965 году, после закрытия «Cameo-Parkway», группа переехала в город Нью-Йорк и стала записываться в Atlantic Records, где они записали двенадцать синглов для лейбла, включая такие «слабые» синглы, как «All or Nothing» и «Take Me for a Little While». За время пребывания в Атлантике группа исполнила песню «Over the Rainbow» и «A Groovy Kind of Love». В 1967 году Бердсонг покинула группу, чтобы присоединиться к The Supremes и к 1970 году группа была исключена из «Atlantic Records» их давним менеджером Бернардом Монтегю.
В 1970 году менеджер по поиску талантов Вики Викхэм и продюсер британского музыкального шоу «Ready Steady Go!», согласился руководить группой после Дасти Спрингфилд. В первую очередь Викхэм предложил группе сменить название на «Labelle» и посоветовал обновить свой образ, выбрав более домашнее звучание, которое отражало бы такие жанры, как Фанк, Рок-музыка и Психоделический соул. В 1971 году была на разогреве перед выходом на сцену The Who.

### Группа Labelle

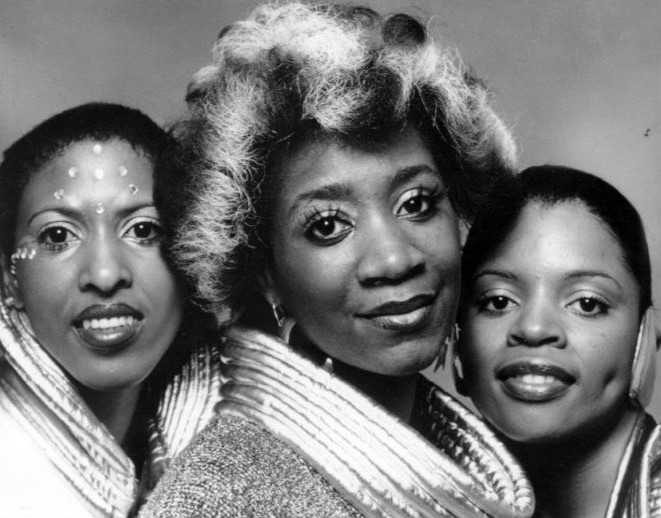
Лабелль (в центре) со своими коллегами по группе Labelle — Хендрикс, Нона и Дэш, Сара на рекламной фотографии 1974 года

Группа подписала контракт с Warner Records и выпустила одноимённый альбом в 1971 году. Психоделическое соул-звучание пластинки и смешение рока, фанка, соула и госпел-ритмов стало отходом от раннего звучания девичьей группы. В том же году они спели Бэк-вокалом для альбома Лоры Нора — Gonna Take a Miracle. В 1972 году группа выпустила альбом Moon Shadow, в котором повторилось домашнее зернистое звучание предыдущего альбома. В 1973 году под влиянием Глэм-рока исполняемый Дэвидом Боуи и Элтоном Джоном, Викхем нарядил группу в серебристые космические костюмы и люминесцентный грим.
После третьего альбома Pressure Cookin' не имел успеха, группа подписала контракт с Epic Records в 1974 году и выпустили свой самый успешный на сегодняшний день альбом Nightbirds в котором смешались жанры соул, фанк, глэм и рок-музыка, благодаря работе продюсера Алан Туссен. Прото-диско сингл «Lady Marmalade» стал их самым продаваемой композицией, заняв первое место в «Billboard Hot 100» и продав более миллиона копий, как и «Nightbirds», который позже получил золотую награду Американская ассоциация звукозаписывающих компаний за продажи в миллион единиц и который позже был введён в Зал славы премии «Грэмми». В октябре 1974 году группа вошла в историю поп-музыки, став первой рок-н-ролльной вокальной группой, выступившей на сцене Metropolitan Opera House. Опираясь на успех альбомов «Lady Marmalade» и «Nightbirds», группа попала на обложку журнала «Rolling Stone» в 1975 году.
Группа выпустила ещё два альбома — Phoenix и Chameleon в 1975 и 1976 годах, соответственно. Хотя оба альбома продолжали пользоваться успехом у критиков, ни один из синглов, выпущенных на этих альбомах, так и не попал в чарты. К 1976 году Патти, Нона и Сара начали спорить о музыкальном направлении группы. Личные разногласия разгорелись во время концерта 16 декабря 1976 года в городе Балтимор, где Хендрикс ушла за кулисы и поранилась во время нервного срыва. После этого инцидента ЛаБель решила распустить группу.

## Сольная карьера

### Ранняя сольная карьера (1977–1984)
В 1977 году был подписан сольный контракт с Epic Records. Лабелль наняла Дэвида Рубинсона, продюсера «Chameleon», для записи её альбома Patti LaBelle, который был выпущен в том же году. Альбом был отмечен диско-хитами «Joy to Have Your Love» и «Dan Swit Me». А так же евангельской балладой You Are My Friend ставшая её первым синглом, определившим карьеру, несмотря на низкое место в чарте R&B. Ещё три альбома были последовательно выпущены на лейбле Epic в 1980 году — Tasty, It's Alright with Me и Released с такими песнями «Eyes in the Back of My Head», «Little Girls», «Music is My Way of Life», «Come What May», «Release (The Tension)» и «I Don't Go Shopping» (последняя песня написана в соавторстве с Питером Алленом), которые имели успех.
После выпуска четырёх альбомов в студии Epic, был подписан контракт с Philadelphia International Records, где она записала песню «Over the Rainbow» для альбома The Spirit's in It. В 1982 году она записала песню The Best Is Yet to Come в дуэте с Гровером Вашингтоном-младшим. В том же году он получил признание в театральной музыкальной постановке на Бродвее — Your Arms Too Short to Box with God. Песня «The Best Is Yet to Come» впоследствии принесла певице первую номинацию на премию «Грэмми». В 1983 году ЛаБель выпустила свой прорывной альбом I'm in Love Again, который был включён в Топ-10 синглов жанра R&B с Love, Need and Want You и If Only You Knew последняя песня так же стала её первым синглом номер один в качестве сольного исполнителя в начале 1984 года. Позднее, в том же году, она записала дуэт с Бобби Уомаком над песней Love Has Finally Come at Last и дебютировала в кино в роли Большой Мэри в фильме История солдата.

### Успех (1984–2009)

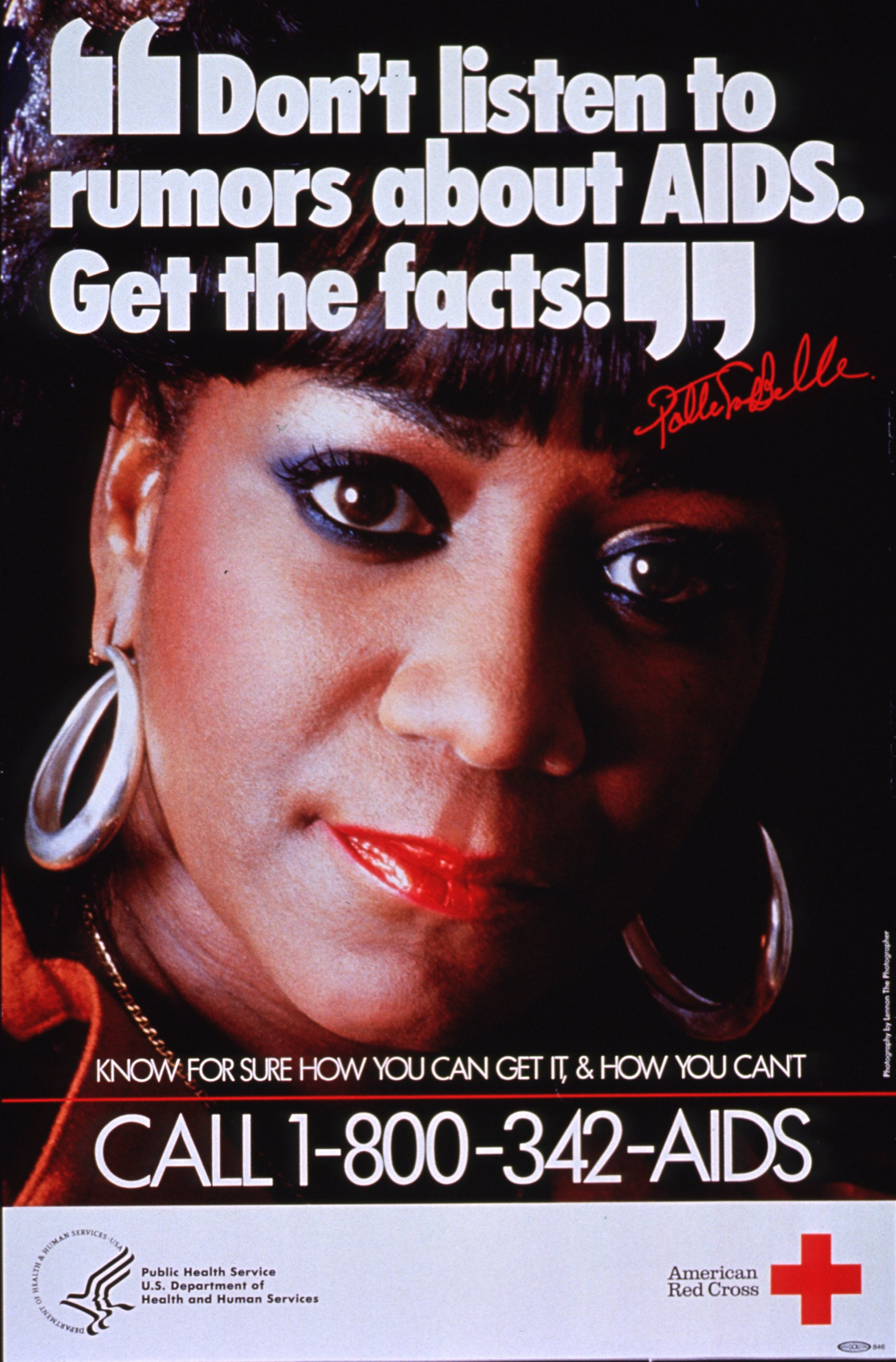
Рекламный постер с Лабелль пропагандирующий защиту от СПИДа

В 1984 году записала такие песни, как «New Attitude» и «Stir It Up» для кинофильма Полицейский из Беверли-Хиллз с Эдди Мёрфи в главной роли. После выхода фильма, песня «New Attitude» был издан в виде сингла и стал первым кроссовер-хитомб жостигнув 17 место в списке «Billboard Hot 100» и став Авторской песней. Песня «Stir It Up» так же стала успешной на радио и в танцевальных клубах. В 1985 году, певица выступала в телевизионном спецвыпуске международном благотворительном музыкальном фестивале «Live Aid». Её выступление в этих двух спецвыпусках сделало поп-звездой и привело к тому, что позже в том же году у неё появился собственный телевизионный спецвыпуск. В том же году на VHS-кассетах была выпущена видеозапись выступления из её тура. В это время ЛаБель прекратила контрактные обязательства с «Philadelphia International» и подписала контракт с MCA Records.
Лабелль выступала на одной сцене с Глэдис Найт и Дайон Уорвик для телеканала HBO в специальном выпуске «Sisters in the Name of Love». В том же году она выпустила свой сольный альбом-бестселлер Winner in You, который стал номером один в поп-чарте. В альбом вошёл международный хит номер один On My Own и хит-баллада «Oh People». Успех песни «Winner in You» стал пиком её сольного успеха, хотя она продолжила своё признание, выпустив в 1989 году альбом Be Yourself, в создании которого принял участие такой музыкант, как Принс, написав и спродюсировав песни Your Mister и «If You Asked Me To». Который имел больший успех в римейке певицы Селин Дион. В августе того же года, когда вышел альбом, Лабелль выступила в качестве Кислотной Королевы на шоу рок-группы The Who, второй концерт звёзд, посвящённый 20-летию рок-оперы Tommy в Universal Amphitheater в Лос-Анджелесе. Позже в том же году певица начала успешно сниматься в сериале Другой мир, успех которого привел к появлению её собственного ситкома под названием Out All Night, который продержался всего один сезон.
В 1991 году, записала успешный дуэт с музыкантом Бэбифейс, Superwoman с Найт Глэдис и Дайон Уорвик. В том же году Лабелль выпустила сольный альбом — Burnin', в котором были представлены совместные работы с Найтом, Принсом, Майклом Болтоном, Биг Дэдди Кейн и Лютером Вандроссом, а так же воссоединение с коллегами по группе Лабель — Хендриксом и Дэшем - в треке «Release Yourself». Композиция Burnin' стала золотой, а три сингла подряд вошли в пятерку лучших в чартах R&B. Благодаря этому успеху Лабелль получила свою первую премию «Грэмми» в номинации «Лучшее женское R&B-вокальное исполнение» на 34-й ежегодной церемонии вручения премии «Грэмми» в 1992 году, разделив победу с певицей Лизой Фишер и её песней How Can I Ease the Pain, в редкой в истории «Грэмми» ничьей. Она была номинирована в номинацию Премия «Грэмми» за лучшее исполнение дуэтом или группой в стиле ритм-н-блюз вместе с Найт и Уорвик за «Superwoman».
Альбом 1994 года Gems, так же стал золотым и включала хит The Right Kinda Lover. 29 января 1995 года Лабелль приняла участие в шоу в перерыве Супербоул XXIX, который проводился на стадионе имени Джо Робби (позднее ставший именоваться «Хард Рок Стэдиум»), что в городе Майами, штат Флорида с Тони Беннеттом, Артуро Сандовалем и поп-группой Miami Sound Machine. Был выпущен альбом Flame, в который вошёл танцевальный хит «When You Talk About Love». В 1996 году Лабелль выпустила мемуары «Don't Block the Blessings», ставшие бестселлером и была издана первая из пяти кулинарных книг-бестселлеров в 1997 году. Спустя год, в 1998 году, она выпустила концертный альбом Live! One Night Only, за что в феврале 1999 года она получила вторую премию «Грэмми». Она была удостоена премии «Триумфальный дух» за достижения в карьере на церемонии вручения наград «Essence» в 1998 году, на которой выступили Майкл Болтон, Мэрайя Кэри, Уитни Хьюстон, группа SWV и Лютер Вандросс.
В 2000 году Лабелль выпустила последний альбом записанный в стенах MCA — «When a Woman Loves». После чего подписал контракт с «Def Soul Classics» и выпустил альбом в 2004 году «Timeless Journey». Во время промоушена альбома она выступила в качестве ведущего исполнителя VH1 Divas. Наряду с такими артистами, как Дебби Харри и Джессикой Симпсон, как и с хорошими друзьями Кнайт и Синди Лопер. После выхода в 2005 году альбома каверов Classic Moments, Лабелль находилась в соперничестве с Эл-Эй Рид по поводу направления её карьеры, что привело к её уходу с лейбла. В том же году она сотрудничала с певицей Оливией Ньютон-Джон по поводу создания композиции к альбому Stronger Than Before.
В том же году, World Music Awards признал её многолетнюю деятельность в музыкальном бизнесе, наградив её премией «Легенда». В 2006 году она выпустила свой первый госпел-альбом The Gospel According to Patti LaBelle записанный в стенах студии «Bungalo». Позднее альбом занял первое место в госпел-чарте Billboard. Была выпущена книга Patti's Pearls. Она вернулась на «Def Jam» в 2007 году и выпустила свой второй праздничный альбом Miss Patti's Christmas. В 2008 году ненадолго воссоединилась с Ноной Хендрикс и Сарой Дэш под именем Labelle для записи первого нового альбома Back to Now за более чем 30 лет.

### Поздняя карьера (2010–настоящее время)

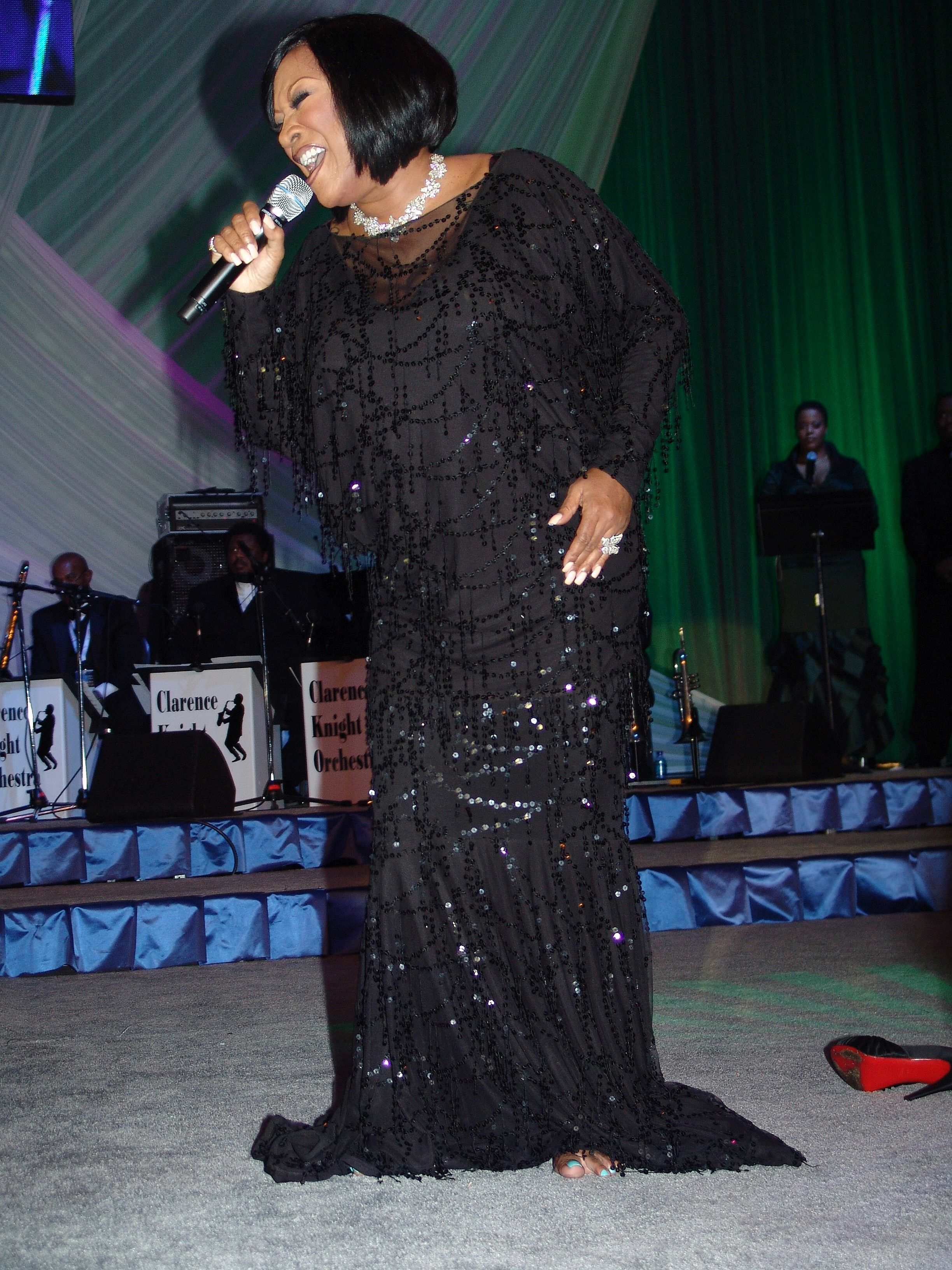
Лабелль поёт в рамках Президентская кампания Обамы 2008 года

14 сентября 2010 года Лабелль вернулась спустя два десятилетия после своего последнего выступления на Бродвее, чтобы сняться в удостоенном наград мюзикле Fela! о легенде Афробит Фела Кути. Она заменила номинантку на премию «Тони» — Уайт, Лилиас в роли матери Фелы, Фунмилайо Рэнсем-Кути, и играла в спектакле.
23 мая 2011 года Лабелль появилась в программе «Oprah's Farewell Spectacular, Part 1» первое шоу в серии из трёх передач, которая стала финалом Шоу Опры Уинфри, спев «Over the Rainbow» с Джошом Гробаном. 26 июня 2011 года на была удостоена награды за жизненные достижения на церемонии BET Awards. Лабелль и Арета Франклин выступили на фестивале «Women of Soul: In Performance at the White House», организованный президентом Бараком Обамой в Белом доме.
10 июня 2014 года Лабелль вернулась на Бродвей как актёрский состав и творческая команда бродвейского мюзикла, номинированного на премию «Тони» After Midnight, приветствовал её как «Специально приглашённая звезда». В 2014 году она появилась в гостевой роли в четвёртом сезоне телеканала FX телевизионном сериале в жанре антологии ужасов Американская история ужасов, который был озаглавлен Американская история ужасов: Фрик-шоу.
В 2015 году Лабелль была одной из знаменитостей, участвовавших в 20-м сезоне Танцы со звёздами. Она сотрудничала с профессиональным танцором Артёмом Чигвинцевым. Пара была исключена на шестой неделе и заняла восьмое место. Она постоянно гастролирует по США, продавая концерты на разных рынках. В 2012 и 2014 годах она выступала с группой «Frankie Beverly & Maze» в турах по США. В 2015 году Лабелль выступила в качестве гостьи на телеканале Fox в телесериале Империя в роли самой себя.
Она выступала в качестве «ключевого советника» для Кристины Агилеры в десятом сезоне в развлекательной программе The Voice на телеканале NBC.

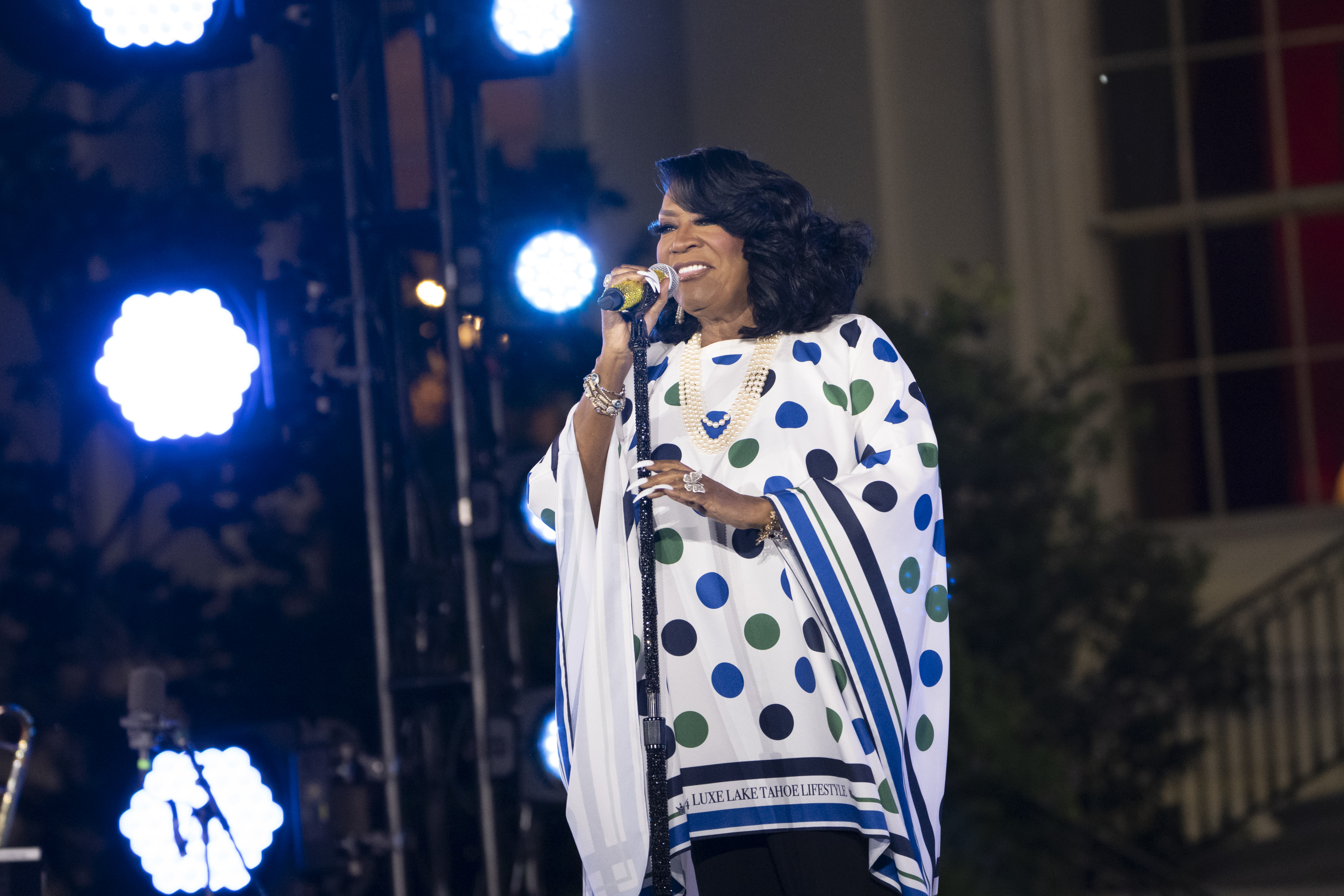
Лабелль в 2024 году

Она вернулась в VH1 Divas, став хедлайнером праздничного концерта вместе с Чака Хан, Ванессой Уильямс и Мэрайя Кэри. Её первый джазовый альбом «Bel Hommage» был выпущен в 2017 году. В 2018 году она стала появляться в эпизодических ролях в телесериале Daytime Divas, Гринлиф и Звезда.
2 июля 2019 года в честь Лабелль в Филадельфии была названа улица «Patti LaBelle Way». 20 ноября того же года Лабелль, как выяснилось, участвовала в конкурсе Певец в маске развлекательной программы Певец в маске в роли «Цветок». Лабелль продолжила свою актёрскую карьеру, сыграв роли вместе с Седриком «Развлекателем» в телесериале Соседство и Дьюли Хилл в телесериале Чудесные годы. В сентябре 2020 года в веб-трансляции из Филмора в Филадельфии, ЛаБель приняла участие в веб-сериале Verzuz, вместе с давним другом Глэдис Найт с неожиданным появлением Дайон Уорвик.
10 декабря 2022 года прошёл рождественский концерт в Милуоки, штат Висконсин, был сорван из-за угрозы взрыва, что привело к эвакуации посетителей. Отмечая своё 80-летие в 2024 году, ЛаБель сообщила, что выпускает новый альбом 8065, празднует 80-летие своей жизни и 65 лет в музыке. Несколько недель спустя она объявила об одноимённом туре, который стартует 7 июля в Лос-Анджелесе.

## Благотворительная деятельность, фонды и активизм
Лабелль поддерживает многочисленные благотворительные организации и фонды. Она решительно выступает за мир, содействуя доступу к образованию, здравоохранению, жилью, занятости и равенству в правосудии. Она работала в нескольких национальных советах, преданно выступая за здоровье людей, в том числе сахарный диабет, cиндром приобретённого иммунного дефицита, болезнь Альцгеймера и злокачественная опухоль.
В 1987 году Лабелль стала представителем Национального совета по борьбе со СПИДом среди меньшинств и провела кампанию «Живи долго, Сахара», призванную побудить цветное население обратиться за лечением от СПИДа. Она использовала своё влияние, чтобы повысить осведомлённость об эпидемиологии ВИЧ-инфекции и отношение к геям и лесбиянкам. Она открыто заявила о своей поддержке ЛГБТ-сообщество и выступала на многочисленных парадах.

## Личная жизнь
Лабелль бросила учёбу в John Bartram High School всего за семестр до окончания в 1962 году. Лабелль вернулась в школу и позже получила диплом.
Лабелль написала, что подверглась сексуальному насилию со стороны Джеки Уилсон в театре «Бреворт» в Бруклине в 1960-х годах. Примерно в 1964 году ЛаБель обручилась с Отисом Уильямсом, участником-основателем группы The Temptations. Помолвка продлилась год, после чего Патти разорвала её, опасаясь, что Уильямс заставит её переехать в Детройт.
23 июля 1969 года Лабелль вышла замуж за давнего друга, Армстеда Эдвардса, который был учителем. После начала сольной карьеры Лабелль, Эдвардс стал её менеджером и занимал эту должность до 2000 года. В том же году Лабелль и Эдвардс юридически разошлись, а в 2003 году их развод был окончательно оформлен. У них есть сын, Зури Кай Эдвардс (родился 17 июля 1973 года), который сейчас является её менеджером. После рождения Зури ЛаБель страдала от постнатальной депрессии в течение года и сказала, что автор-исполнитель Лора Ниро помогала заботиться о Зури, пока Лабелль восстанавливалась. Благодаря Зури (чьё имя означает «хороший» на языке Суахили), Лабелль бабушка двух девочек и одного мальчика.
Её мать Берта умерла в октябре 1978 года от диабета в возрасте 62 лет. Её отец, Генри Холте-младший, умер от осложнений эмфиземы лёгких и болезни Альцгеймера в октябре 1989 года в возрасте 70 лет.
У Лабелль были три сестры. Старшая сестра Вивиан Хоган Роджерс умерла от рака лёгких в октябре 1975 года в возрасте 43 лет. Семь лет спустя, в октябре 1982 года, другая старшая сестра Барбара Холте Пурифой умерла от осложнений рака толстой кишки в возрасте 40 лет. В июле 1989 года, за три месяца до смерти отца, ЛаБель потеряла младшую сестру, Жаклин «Джеки» Холте-Падгетт, от рака мозга в возрасте 43 лет. Через день после того, как певица похоронила Паджетт, эмоционально расстроенная Лабелль сняла клип на песню «If You Asked Me To», где в разных кадрах еº можно было увидеть плачущей; клип был снят в 44-й день рождения Паджетт. Певица посвятила Паджетту свой альбом 1991 года Burnin' и своё знаменитое исполнение песни «Wind Beneath My Wings» во время концертного тура в 1991-1992 годах.
Из-за того, что сестры Лабелль и родители умерли «раньше времени», она написала в своей автобиографии, что боялась не дожить до 50 лет. Однако, достигнув этого возраста, певица сказала, что чувствует, что её жизнь «только началась». Год спустя у Лабелль диагностировали сахарный диабет, а позже стал представителем нескольких организаций, занимающихся борьбой с этим заболеванием.
У неё есть дом в пригороде Вайнвуда, имеет кондоминиумы в Лос-Анджелесе и в Эльютере, на Багамских Островах. Лабелль является почётным членом женского общества Alpha Kappa Alpha.

## Гражданские иски
В 2010 году Лабелль накричала на женщину и вылила воду на её ребёнка; это произошло в холле апартаментов «Trump Place» в Манхэттене. Лабелль согласилась на урегулирование спора на сумму в размере ста тысяч американских долларов, чтобы избежать судебного разбирательства. Семья передала награду в благотворительный фонд.
В июне 2011 года кадет Военной академии США подал гражданский иск против Лабелль после того, как на него якобы напали ееё телохранители в Хьюстон Интерконтинентал, расположенный в городе Хьюстон. Лабелль и её свита направлялись на концерт в штат Луизиана, когда Ричард Кинг, 23-летний кадет, находясь на весенних каникулах, ждал, когда его заберут в зоне обмена транспортом. Кинг утверждал, что охрана напала на него, причинив сотрясение мозга, а охрана заявила, что он сам спровоцировал нападение. Кинг проиграл судебное дело после пяти дней дачи показаний. Кинг был отчислен из Военной академии США. Он подал в суд на Лабелль и Холмс за нападение, требуя в гражданском суде один миллион долларов. Был подан встречный иск. 12 ноября 2013 года Ефрем Холмс, телохранитель певицы, был оправдан по обвинению в мелком нападении, связанном с инцидентом.

## Поп-культура
Патти Лабелль называют «величайшей гей-иконой всех времен и ярким примером пересечения ЛГБТ-сообщества и чернокожих художниц». В 2017 году, в интервью сообщила: "Когда я думаю об этом, фанаты-геи — это одна из причин — одна из главных причин того, что я всё ещё стою на ногах, потому что они любили меня, когда другие люди пытались этого не делать. Все спрашивают: «Почему вы нравитесь геям?». «Понятия не имею», — отвечаю я. И до сих пор не знаю. Но я знаю, что любовь поднимала меня на протяжении многих, многих лет». Газета The New York Times назвала Лабелль одной из трёх «Самых любимых американских див» наряду с Долли Партон и Барбарой Стрейзанд.
Лабелль главная героиня популярного пародийного веб-сериала Got 2B Real: The Diva Variety Show. В 2010-х годах в её исполнении This Christmas на церемонии зажжения национальной ёлки в 1996 году, которая транслировалась в прямом эфире на канале C-SPAN ежегодно во время праздничного сезона в сети появляется информация о том, как Лабелль реагирует на технические трудности и другие проблемы во время выступления. Вирусное видео упоминается в A Black Lady Sketch Show, в том числе в названии эпизода.
В конце 2015 года Лабелль попала в заголовки газет, когда Джеймс Райт, видеоблогер, с энтузиазмом говорил на YouTube, об её фирменных пирогов со сладким картофелем. Видео быстро стало вирусным, и в течение некоторого времени один пирог продавался каждую секунду в Walmart по всей стране. Она снялась в двух рекламных роликах Walmart, как и в рекламе Old Spice.

## Дискография
Студийные альбомы
- Patti LaBelle[англ.] (1977)
- Tasty[англ.] (1978)
- It's Alright with Me[англ.] (1979)
- Released[англ.] (1980)
- The Spirit's in It[англ.] (1981)
- 'm in Love Again[англ.] (1983)
- Patti[англ.] (1985)
- Winner in You[англ.] (1986)
- Be Yourself (Patti LaBelle album)[англ.] (1989)
- This Christmas[англ.] (1990)
- Burnin'[англ.] (1991)
- Gems[англ.] (1994)
- Flame[англ.] (1997)
- When a Woman Loves[англ.] (2000)
- Timeless Journey[англ.] (2004)
- Classic Moments[англ.] (2005)
- The Gospel According to Patti LaBelle[англ.] (2006)
- Miss Patti's Christmas[англ.] (2007)
- Bel Hommage[англ.] (2017)
- 8065 (был запланирован на 2024 года)

## Фильмография

### Фильмы
| Год  | Название                | Роль                         | ПРимечание             |
| ---- | ----------------------- | ---------------------------- | ---------------------- |
| 1984 | История солдата         | Большая Мэри                 |                        |
| 1986 | Неестественные причины  | Жанетт Томпсон               | Телевизионный фильм    |
| 1989 | Пой                     | Миссис ДеВер                 |                        |
| 1989 | Fire and Rain           | Люсиль Якобсон               | Телевизионный фильм    |
| 1990 | Паркер Кейн             | Картье                       | Телевизионный фильм    |
| 2001 | Santa Baby              | Мелодия певчей птицы (голос) | Телевизионный фильм    |
| 2002 | Sylvester: Mighty Real  | Себя                         | Короткометражный фильм |
| 2005 | Preaching to the Choir  | Сестра Жасмин                |                        |
| 2006 | Моя жизнь в Айдлвайлде  | Настоящая Энджел Дэвенпорт   |                        |
| 2006 | С помадой на губах      | Монейша                      | Телевизионный фильм    |
| 2007 | Cover                   | Mrs. Persons                 |                        |
| 2008 | Полупрофессионал        | Миссис Мун                   |                        |
| 2012 | Мама, я хочу петь!      | Сестра Кэрри                 |                        |
| 2018 | Вечное Рождество        | Миссис Суинсон               | Телевизионный фильм    |
| 2019 | A Family Christmas Gift | Дора Душон                   | Телевизионный фильм    |
| 2022 | A New Orleans Noel      | Лоретта Браун                | Телевизионный фильм    |

### Телевидение
| Год       | Название                                             | Роль                         | Примечания                                                             |
| --------- | ---------------------------------------------------- | ---------------------------- | ---------------------------------------------------------------------- |
| 1982      | Американский театр                                   | Уборщица                     | Эпизод: "Working"                                                      |
| 1983      | Великие представления                                | Себя                         | Эпизод: "Ellington: The Music Lives On"                                |
| 1987      | Долли                                                | Себя                         | Эпизод: "Episode #1.4"                                                 |
| 1987–2000 | Улица Сезам                                          | Себя                         | Постоянный гость                                                       |
| 1989      | Showtime at the Apollo                               | Себя                         | Эпизод: "Episode #3.8"                                                 |
| 1989–1995 | Soul Train Music Awards                              | Себя/Ведущая                 | Главный соведущий                                                      |
| 1990      | Big Break                                            | Себя                         | Эпизод: "Episode #1.12"                                                |
| 1990–1993 | Другой мир                                           | Адель Уэйн                   | Гость: Season 3 & 5, Recurring Cast: Season 4 & 6                      |
| 1991      | The Real Story of...                                 | Мисс Вдова (голос)           | Эпизод: "Spider Junior High"                                           |
| 1992      | Out All Night                                        | Челси Пейдж                  | Основной состав                                                        |
| 1993      | Essence Awards                                       | Себя/Со-ведущая              | Главный соведущий                                                      |
| 1994      | Няня                                                 | Себя                         | Эпизод: "I Don't Remember Mama"                                        |
| 1995      | Великие представления                                | Себя                         | Эпизод: "Some Enchanted Evening: Celebrating Oscar Hammerstein II"     |
| 1995      | История рок-н-ролла                                  | Себя                         | Постоянный гость                                                       |
| 1995      | Showtime at the Apollo                               | Себя                         | Эпизод: "60th Anniversary Special"                                     |
| 1995      | The Puzzle Place                                     | Себя                         | Эпизод: "Deck the Halls"                                               |
| 1997      | Премия NAACP Image                                   | Себя/Соведущий               | Главный соведущий                                                      |
| 1997      | Косби                                                | Шарлин                       | Эпизод: "The Return of the Charlites"                                  |
| 1998      | Soul Train Music Awards                              | Себя/Соведущий               | Главный соведущий                                                      |
| 1998      | Soul Train Christmas Starfest                        | Себя/Соведущий               | Главный ведущий                                                        |
| 1998–2003 | Интимный портрет                                     | Себя                         | Постоянный гость                                                       |
| 1999      | Sesame English                                       | Себя                         | Эпизод: "Do You Like It?"                                              |
| 2000–2002 | Голливудские квадраты                                | Себя/Участник дискуссии      | Постоянный гость                                                       |
| 2001      | Биография                                            | Себя                         | Эпизод: "Patti LaBelle"                                                |
| 2001      | Профили телеканала Bravo                             | Себя                         | Эпизод: "RuPaul"                                                       |
| 2001      | Say It Loud: A Celebration of Black Music in America | Себя                         | Эпизод: "Express Yourself"                                             |
| 2001      | Journeys in Black                                    | Себя                         | Эпизод: "Patti LaBelle"                                                |
| 2001–2008 | E! Правдивая голливудская история                    | Себя                         | Постоянный гость                                                       |
| 2003      | Подсказки Бульки                                     | Певец буги на заднем сиденье | Эпизод: "Blue's Big Car Trip"                                          |
| 2004      | Evening at Pops                                      | Себя                         | Эпизод: "Keith Lockhart's 10th Anniversary Special"                    |
| 2004      | All of Us                                            | Марвелла Джеймс              | Эпизод: "O Brother, Where Art Thou?"                                   |
| 2005      | Дом закрыт на ремонт                                 | Себя                         | Эпизод: "The Ginyard Family"                                           |
| 2005      | Ballroom Bootcamp                                    | Себя                         | Эпизод: "The Bodybuilder, the Nerd and the Tough Guy"                  |
| 2006      | Unique Whips                                         | Себя                         | Эпизод: "Blazing a Trail to NASCAR"                                    |
| 2006      | Hi-Jinks                                             | Себя                         | Эпизод: "Patti LaBelle"                                                |
| 2007      | Celebrity Duets                                      | Себя                         | Эпизод: "Episode #1.6" & "#1.7"                                        |
| 2007      | Real Life Divas                                      | Себя                         | Эпизод: "Patti LaBelle"                                                |
| 2007      | Битва хоров                                          | Себя/Судья                   | Главный судья                                                          |
| 2008      | Железный повар Америки                               | Себя/Судья                   | Эпизод: "Cora vs. Symon: Chocolate Holiday Battle"                     |
| 2008      | Living It Up with Patti LaBelle                      | Себя                         | Эпизод: "Holiday Special"                                              |
| 2010      | VH1 Rock Docs                                        | Себя                         | Эпизод: "Soul Train: The Hippest Trip in America"                      |
| 2011      | The Marriage Ref                                     | Себя                         | Эпизод: "Bill Maher, Patti Labelle, Ali Wentworth"                     |
| 2011      | America’s Got Talent                                 | Себя                         | Эпизод: "Finale Results"                                               |
| 2011      | Шеф-повар                                            | Себя/Приглашённый судья      | Эпизод: "Tribute Dinner"                                               |
| 2012      | Настоящие домохозяйки Нью-Джерси                     | Себя                         | Эпизод: "Jersey Side Step"                                             |
| 2014      | Американская история ужасов: Фрик-шоу                | Дора                         | Постоянный состав: Сезон 4                                             |
| 2015      | Танцы со звёздами                                    | Себя/Конкурсант              | Участник: Сезон 20                                                     |
| 2015      | Королевские гонки Ру Пола                            | Себя                         | Эпизод: "Grand Finale"                                                 |
| 2015      | Опра представляет: Мастер-класс                      | Себя                         | Эпизод: "Patti LaBelle"                                                |
| 2015      | Империя                                              | Себя                         | Эпизод: "Who I Am"                                                     |
| 2015–2017 | Patti LaBelle's Place                                | Себя/Ведущая                 | Главный ведущий                                                        |
| 2016      | The Voice                                            | Себя/Советник                | Повторяющийся советник: Сезон 10                                       |
| 2016      | За едой                                              | Себя/Приглашённый соведущий  | Эпизод: "The Chew's Ultimate Shortcuts"                                |
| 2017      | Soundtracks: Songs That Defined History              | Себя                         | Постоянный гость                                                       |
| 2017      | Дивы дневного эфира                                  | Глория Томас                 | Постоянный состав                                                      |
| 2018      | American Idol                                        | Себя                         | Эпизод: "119 (Grand Finale)"                                           |
| 2018      | Beat Bobby Flay                                      | Себя/Приглашённый судья      | Эпизод: "Food Star Face-Off"                                           |
| 2018      | Метод Комински                                       | Себя                         | Эпизод: "Chapter 2: An Agent Grieves"                                  |
| 2018      | Гринлиф                                              | Максин Паттерсон             | Постоянный состав: Season 3                                            |
| 2018–2019 | Звезда                                               | Кристин Браун                | Постоянный состав: Season 2-3                                          |
| 2019      | Дамы шутят по-чёрному                                | Себя                         | Эпизод: "Where Are My Background Singers?"                             |
| 2019      | Певец в маске                                        | Себя/Цветок                  | Участник: Сезон 2                                                      |
| 2019      | Live in Front of a Studio Audience                   | Себя                         | Эпизод: "All in the Family" & "Good Times"                             |
| 2020      | To Tell the Truth                                    | Себя/Участник дискуссии      | Эпизод: "Mark Duplass, Patti LaBelle, Kevin Nealon, Constance Zimmer"  |
| 2022      | Soul of a Nation                                     | Себя                         | Эпизод: "Sound of Freedom - A Juneteenth Celebration"                  |
| 2022      | Гора Фрэгглов: Возвращение в пещеру                  | Королева Мерглов (голос)     | Эпизод: "The Merggle Moon Migration"                                   |
| 2022      | Соседство                                            | Мэрилин Батлер               | Эпизод: "Welcome to the Mama Drama"                                    |
| 2023      | That's My Jam                                        | Себя                         | Эпизод: "Billy Porter & Patti LaBelle vs. Darren Criss & Sarah Hyland" |
| 2023      | Чудесные годы                                        | Ширли Уильямс                | Постоянный состав: Сезон 2                                             |
| 2024      | Симпсоны                                             | Себя (голос)                 | Эпизод: O C'mon All Ye Faithful                                        |

### Документальный фильм
| Год  | Название                     | Примечания |
| ---- | ---------------------------- | ---------- |
| 1979 | Ричард Прайор: Живой концерт | [ 74 ]     |
| 1995 | Чемпионы мира                |            |

| Год  | Название           | Роль | Примечания |
| ---- | ------------------ | ---- | --- |
| 2019 | The Breakfast Club | Себя | "Мисс Патти Лабелль посетила «Клуб Завтрак», чтобы поговорить о домашней кухне, ненавистниках и многом другом" |
| 2023 | Drink Champs       | Себя | "Патти ЛаБелль о своей легендарной карьере, Арете Франклин, битве за верзус и многом другом"                   |

## Награды и номинации
Почётный доктор
- Berklee College of Music (1996)[77]
- Temple University (2010)

### Премия «Эмми»
| Emmy Awards | Emmy Awards                                                                 | Emmy Awards                                   | Emmy Awards | Emmy Awards |
| Год         | Категория                                                                   | Работа                                        | Результат   | Прим.       |
| ----------- | --------------------------------------------------------------------------- | --------------------------------------------- | ----------- | ----------- |
| 1985        | Выдающееся индивидуальное выступление в эстрадной или музыкальной программе | Motown Returns to the Apollo                  | Номинация   | [ 78 ]      |
| 1986        | Выдающееся индивидуальное выступление в эстрадной или музыкальной программе | Sylvia Fine Kaye's Musical Comedy Tonight III | Номинация   | [ 78 ]      |

### Премия «Грэмми»
| Grammy Awards | Grammy Awards                                                               | Grammy Awards                               | Grammy Awards |
| Год           | Категория                                                                   | Работа                                      | Результат     |
| ------------- | --------------------------------------------------------------------------- | ------------------------------------------- | ------------- |
| 1984          | Премия «Грэмми» за лучшее женское вокальное исполнение в стиле ритм-н-блюз  | "The Best Is Yet to Come"                   | Номинация     |
| 1986          | Премия «Грэмми» за лучшее женское вокальное исполнение в стиле ритм-н-блюз  | "New Attitude"                              | Номинация     |
| 1987          | Премия «Грэмми» за лучшее женское вокальное исполнение в стиле ритм-н-блюз  | Winner in You                               | Номинация     |
| 1987          | Премия «Грэмми» за лучшее вокальное поп-исполнение дуэтом или группой       | "On My Own" (with Майкл Макдональд)         | Номинация     |
| 1991          | Best Female R&B Vocal Performance                                           | "I Can't Complain"                          | Номинация     |
| 1992          | Премия «Грэмми» за лучшее исполнение дуэтом или группой в стиле ритм-н-блюз | "Superwoman" (с Глэдис Найт & Дайон Уорвик) | Номинация     |
| 1992          | Best Female R&B Vocal Performance                                           | Burnin'                                     | Победа        |
| 1994          | Best Female R&B Vocal Performance                                           | "All Right Now"                             | Номинация     |
| 1998          | Best Female R&B Vocal Performance                                           | "When You Talk About Love"                  | Номинация     |
| 1998          | Премия «Грэмми» за лучший альбом в стиле ритм-н-блюз                        | Flame                                       | Номинация     |
| 1999          | Премия «Грэмми» за лучшее традиционное R&B-исполнение                       | Live! One Night Only                        | Победа        |
| 2004          | Премия «Грэмми» за лучшее традиционное R&B-исполнение                       | "Way Up There"                              | Номинация     |
| 2003          | Зал славы премии «Грэмми»                                                   | "Lady Marmalade"                            | Inducted      |
| 2005          | Best Traditional R&B Vocal Performance                                      | "New Day"                                   | Номинация     |

### Image Awards
| NAACP Image Awards | NAACP Image Awards                                                | NAACP Image Awards                   | NAACP Image Awards |
| Год                | Категория                                                         | Работа                               | Результат          |
| ------------------ | ----------------------------------------------------------------- | ------------------------------------ | ------------------ |
| 1986               | Премия NAACP Image Award за лучшую развлекательную программу года | Патти Лабелль                        | Победа             |
| 1992               | Премия NAACP Image Award за лучшую развлекательную программу года | Патти Лабелль                        | Победа             |
| 1996               | Выдающееся выступление - эстрадный сериал/спецвыпуск              | The Essence Awards                   | Победа             |
| 1998               | Выдающееся выступление - эстрадный сериал/спецвыпуск              | Live! One Night Only                 | Победа             |
| 2005               | Выдающаяся женщина-артист                                         | Патти Лабелль                        | Номинация          |
| 2006               | Женская роль                                                      | Why I Wore Lipstick to My Mastectomy | Победа             |
| 2006               | Премия NAACP Image за выдающемуся госпел-артисту                  | Патти Лабелль                        | Победа             |

### Награды за жизненные достижения
| Год  | Ассоциация                                   | Категория                                           |
| ---- | -------------------------------------------- | --------------------------------------------------- |
| 1996 | Музыкальная награда Soul Train               | Премия «Наследие» - за достижения в карьере         |
| 1998 | The Essence Awards                           | Премия «Триумфальный дух» - за достижения в карьере |
| 2001 | BET Walk of Fame                             | Walk of Fame Award                                  |
| 2001 | Lady of Soul Awards                          | Награда за жизненные достижения Лены Хорн           |
| 2003 | Зал славы авторов песен                      | Премия за жизненные достижения Сэмми Кана           |
| 2007 | World Music Awards                           | Legend Award                                        |
| 2009 | Apollo Theater                               | Legends Hall of Fame                                |
| 2011 | BET Awards                                   | Lifetime Achievement Award                          |
| 2013 | Black Girls Rock                             | Living Legend Award                                 |
| 2016 | BET Honors                                   | Musical Arts Award                                  |
| 2022 | Аллея славы чернокожих музыкантов и артистов | Legacy                                              |

### Другое
| Год  | Ассоциация            | Категория                | Работа | Результат |
| ---- | --------------------- | ------------------------ | ------ | --------- |
| 1993 | American Music Awards | Любимая R&B/соул-певица  | Себя   | Победа    |
| 2007 | GLAAD                 | Media Excellence Award   | Себя   | Победа    |
| 2009 | UNCF Evening of Stars | UNCF Award of Excellence | Себя   | Победа    |